# Niiza, Saitama
Niiza (新座市 Niiza-shi) là một thành phố thuộc tỉnh Saitama, Nhật Bản.